# Campionati europei di atletica leggera 2022 - Marcia 35 km maschile
La marcia 35 km maschile dei campionati europei di atletica leggera 2022 si è svolta il 16 agosto 2022 nel percorso creato nelle strade di Monaco di Baviera, in Germania.

## Podio
| Pos.    | Atleta             | Nazionalità | Tempo    | Note                          |
| ------- | ------------------ | ----------- | -------- | ----------------------------- |
| Oro     | Miguel Ángel López | Spagna      | 2h26'49" |                               |
| Argento | Christopher Linke  | Germania    | 2h29'30" | Miglior prestazione personale |
| Bronzo  | Matteo Giupponi    | Italia      | 2h30'34" | Miglior prestazione personale |

## Situazione pre-gara

### Record
Prima di questa competizione, il record del mondo (RM), il record europeo (EU) e il record dei campionati (RC) erano i seguenti.
| Record                | Prestazione | Atleta               | Data                                         | Competizione  |
| --------------------- | ----------- | -------------------- | -------------------------------------------- | ------------- |
| Record mondiale       | –           | –                    | –                                            | –             |
| Record europeo        | 2h23'14"    | Massimo Stano Italia | 24 luglio 2022 Eugene, Stati Uniti d'America | Mondiali 2022 |
| Record dei campionati | –           | –                    | –                                            | –             |

### Campione in carica
Il campione europeo in carica era:
| Campione | Atleta | Prestazione | Data | Competizione |
| -------- | ------ | ----------- | ---- | ------------ |
| Europeo  | –      | –           | –    | –            |

### La stagione
Prima di questa gara, gli atleti europei con le migliori tre prestazioni dell'anno erano:
| Pos. | Atleta                    | Prestazione | Data                                         |
| ---- | ------------------------- | ----------- | -------------------------------------------- |
| 1    | Massimo Stano Italia      | 2h23'14"    | 24 luglio 2022 Eugene, Stati Uniti d'America |
| 2    | Perseus Karlström Svezia  | 2h23'44"    | 24 luglio 2022 Eugene, Stati Uniti d'America |
| 3    | Miguel Ángel López Spagna | 2h25'58"    | 22 luglio 2022 Eugene, Stati Uniti d'America |

## Risultati

### Finale
La finale si è disputata alle ore 8:30 del 16 agosto:
| Pos.    | Atleta                 | Nazione    | Tempo    | Note                                     |
| ------- | ---------------------- | ---------- | -------- | ---------------------------------------- |
| Oro     | Miguel Ángel López     | Spagna     | 2h26'49" |                                          |
| Argento | Christopher Linke      | Germania   | 2h29'30" | Miglior prestazione personale            |
| Bronzo  | Matteo Giupponi        | Italia     | 2h30'34" | ~, ~,                                    |
| 4       | Manuel Bermúdez        | Spagna     | 2h32'31" |                                          |
| 5       | Jonathan Hilbert       | Germania   | 2h32'44" | >,                                       |
| 6       | Miroslav Úradník       | Slovacchia | 2h35'44" |                                          |
| 7       | Michal Morvay          | Slovacchia | 2h36'04" |                                          |
| 8       | Carl Dohmann           | Germania   | 2h36'52" |                                          |
| 9       | Vít Hlaváč             | Rep. Ceca  | 2h37'32" |                                          |
| 10      | Brendan Boyce          | Irlanda    | 2h38'03" |                                          |
| 11      | Maryan Zakalnytskyy    | Ucraina    | 2h39'06" | Miglior prestazione personale stagionale |
| 12      | Aleksi Ojala           | Finlandia  | 2h39'06" | >                                        |
| 13      | Ivan Banzeruk          | Ucraina    | 2h39'34" | >, >, >,                                 |
| 14      | Bence Venyercsán       | Ungheria   | 2h41'07" | Miglior prestazione personale stagionale |
| 15      | Anton Radko            | Ucraina    | 2h43'10" | Miglior prestazione personale stagionale |
| 16      | Narcis Stefan Mihaila  | Romania    | 2h45'03" |                                          |
| 17      | Arturas Mastianica     | Lituania   | 2h46'09" |                                          |
| -       | Alexandros Papamichail | Grecia     | dnf      | >, >                                     |
| -       | Marius Iulian Cocioran | Romania    | dnf      | >                                        |
| -       | Perseus Karlström      | Svezia     | dnf      | >                                        |
| -       | Artur Brzozowski       | Polonia    | dnf      | >, ~, ~                                  |
| -       | Michele Antonelli      | Italia     | dq       | >, ~, >, >, TR54.7.5                     |
| -       | Lukáš Gdula            | Rep. Ceca  | dq       | >, >, >, >, TR54.7.5                     |
| -       | Máté Helebrandt        | Ungheria   | dq       | ~, ~, ~, ~, TR54.7.5                     |
| -       | Aurélien Quinion       | Francia    | dq       | ~, ~, >, ~, TR54.7.5                     |
| -       | Marc Tur               | Spagna     | dq       | >, >, >, >, TR54.7.5                     |
| -       | Teodorico Caporaso     | Italia     | dns      |                                          |

Legenda:
- Pos. = posizione
- NF = prova non completata (Non Finita)
- NP = non è partito
- = record personale
- = miglior prestazione personale stagionale
- > = ammonizione per sbloccaggio
- ~ = ammonizione per sospensione